# Tegula pulligo
Tegula pulligo är en snäckart som först beskrevs av Gmelin 1791.  Tegula pulligo ingår i släktet Tegula och familjen pärlemorsnäckor. Inga underarter finns listade i Catalogue of Life.

## Bildgalleri

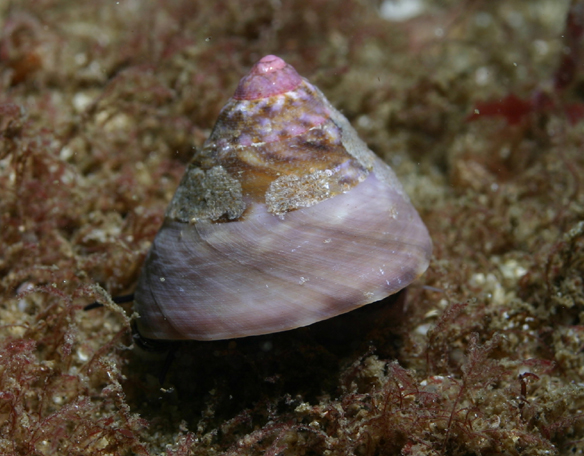